# Alice de Châtillon
Alice de Châtillon (1181 - 1235) foi, por meio de seu casamento com o marquês Azzo VI d'Este, como sua terceira esposa, Marquesa consorte de Este, Governadora e Senhora consorte de Ferrara, Marquesa consorte de Ancona e Condessa consorte de Loreto.

## Família e primeiros anos

Brasão da Casa de Châtillon.

Alice era filha de Reinaldo de Châtillon, ex-príncipe de Antioquia(1125-4 de julho de 1187), e da sua segunda esposa, Estefânia de Milly (f.1197). Alice tinha uma meia irmã, Inês de Châtillon (1154-1184), que se tornou rainha da Hungria em 1172, e dois meios-irmãos, Boemundo e Raimundo, sendo estes três filhos da Princesa Constança de Antioquia, a primeira mulher do pai. Pertencia à Casa de Châtillon, que se encontrava, graças ao primeiro casamento do pai, aparentada com as casas francesas que dominavam o Levante naquela época.

## Casamento e governo como consorte
O seu casamento com Azzo VI d'Este, da Casa d'Este foi bastante apoiado por Salinguerra I Torrelli, que viria a ser o maior inimigo do seu marido na guerra entre Guelfos e Gibelinos, que se sucedia desde há alguns anos entre Guelfos e Gibelinos, consequência da antiga Questão das Investiduras, que opunha o Imperador ao Papa. Desta forma, os gibelinos apoiavam o Imperador e os guelfos o Papa. Azzo chefiou todos os guelfos de Veneza na guerra contra Salinguerra Torrelli, o chefe dos gibelinos de Ferrara, em 1205. Depois de duas vitórias em 1208 contra os seus inimigos, acabou senhor de duas repúblicas, Ferrara e Verona, tendo mais tarde a autoridade suprema nesta última.
Um parente de Azzo, o Imperador Otão IV da Alemanha vem a Itália para reconciliá-lo com Salinguerra, mas este quebra a aliança. Azzo alia-se então ao Papa Inocêncio III contra o Imperador. Em 1210, o Papa nomeou-o e aos seus descendentes como Marquês de Ancona e Ferrara nomeou-o como seu senhor.

## O governo do enteado e do filho
Em 1212, Azzo foi derrotado numa nova guerra. Refugiou-se em Verona, onde faleceu a 18 de novembro desse ano. Azzo, no seu testamento, deixou-lhe como propriedade o Mosteiro de Santa Maria em Carceri. A Azzo sucedeu-lhe, como chefe de família, Aldobrandino I d'Este, que não deixou filhos varões após um curto governo de três anos, no qual não conseguiu, como o pai, o título de marquês de Ferrara, ficando-se como governador. Aldobrandino, como sucessor do pai na Marca de Ancona, apoiou o Papa Inocêncio III na guerra entre guelfos e gibelinos.
Alice teve, desta forma, o orgulho de ver o seu filho, Azzo, chegar ao poder. Azzo, tal como os antecessores, apoiou o Papa contra o Imperador, que na altura era Frederico II da Alemanha. Lutou contra o Imperador durante uma campanha que este fez no Norte de Itália.
Porém, a situação interna dos domínios de Azzo piorou: em 1222 foi deposto pelo gibelino Salinguerra II Torrelli, filho de Salinguerra I, o principal inimigo do malogrado Azzo VI. Só em 1240, já depois da morte de Alice, Azzo voltaria a recuperar os seus domínios.

## Morte

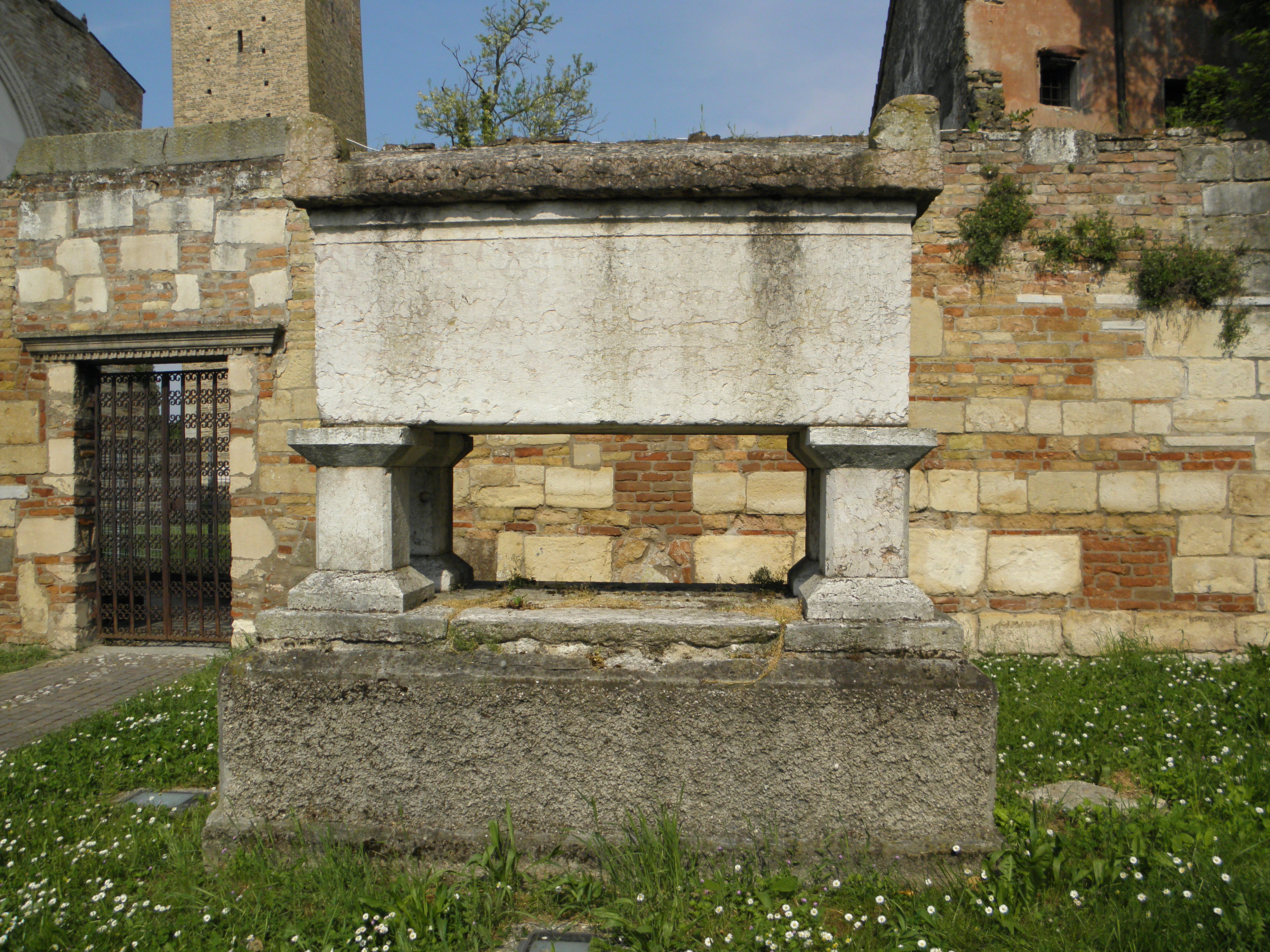
O sarcófago que contém os restos de Azzo VI e da sua esposa Alice de Châtillon, situado na Abadia de Vangadizza em Badia Polesine.

Alice faleceu em 1235, e foi sepultada junto ao marido, na Abadia de Vangadizza, na atual comuna de Badia Polesine, em Veneto.

## Casamento e descendência
A 22 de fevereiro de 1204, Alice casou com Azzo VI d'Este (c.1170- 18 de novembro de 1212 ), filho de Azzo V d'Este, Marquês de Este, de quem teve:
- Azzo VII d'Este[2]. (1205-1264), o seu segundo herdeiro. Foi ele que garantiu a continuidade da dinastia.
- Constança d'Este[2] (novembro de 1212 - antes de 8 de novembro de 1216[3]), morreu jovem.